# Colombières
Colombières – miejscowość i gmina we Francji, w regionie Normandia, w departamencie Calvados.
Według danych na rok 1990 gminę zamieszkiwało 218 osób, a gęstość zaludnienia wynosiła 20 osób/km² (wśród 1815 gmin Dolnej Normandii Colombières plasuje się na 670. miejscu pod względem liczby ludności, natomiast pod względem powierzchni na miejscu 449.).